# Ike Turner
Izear Luster "Ike" Turner, även känd som Ike Wister Turner, född 5 november 1931 i Clarksdale, Mississippi, död 12 december 2007 i San Marcos utanför San Diego i Kalifornien, var en amerikansk sångare, musiker, låtskrivare och musikproducent.
Redan i unga år uppmärksammades Turner för sin musik då han 1951 skrev sången "Rocket 88" som framfördes av hans saxofonist Jackie Brenston.
Ike Turner gifte sig med Tina Turner 1962. De två uppträdde framgångsrikt tillsammans under 1960- och 1970-talet som duon Ike & Tina Turner. Enligt Tina Turner och anhöriga misshandlade Ike Turner henne under lång tid fram till skilsmässan 1976. Ike Turner förnekade misshandel, men medgav att han ibland slog ner henne utan att tänka sig för.  Turner publicerade sin självbiografi Takin' Back My Name 2001. Han redogör bland annat för sin uppväxt präglad av fattigdom och hårda fysiska bestraffningar. Hans styvfar skall ha piskat honom med taggtråd vid smärre förseelser.
Som soloartist nådde Turner inte samma framgångar som Tina. Hans album Risin' with the Blues tilldelades dock en Grammy Award för "bästa traditionella bluesalbum" 2006, året före hans död.
Turners död 2007 orsakades av en kombination av kokainöverdos, lungemfysem och hjärtinsufficiens. 
I filmen Tina – What's Love Got to Do with It från år 1993 spelas han av Laurence Fishburne.

## Diskografi[5]
- 1963 – Ike Turner & the Kings of Rhythm
- 1963 – Ike Turner Rocks the Blues
- 1969 – A Black Man's Soul
- 1969 – Get It Get It
- 1971 – Bad Dreams
- 1972 – Blues Roots
- 1978 – I'm Tore Up
- 1984 – Hey Hey
- 1998 – My Blue Country
- 2001 – Here and Now
- 2003 – A Black Man's Soul
- 2006 – Risin' with the Blues

### Fotnoter
1. 1 2  Grammy Award, Grammy Award artist-ID: ike-turner/10375, läst: 28 maj 2023.[källa från Wikidata]
2. ↑  BBC News: US rock musician Ike Turner dies, besökt 12 december 2007.
3. ↑  Jim Dawson and Steve Propes, What Was the First Rock 'n' Roll Record?, Faber & Faber, 1992, ISBN 0-571-12939-0
4. ↑  Ike Turner, The Economist, 19 december 2007.
5. ↑  Ike Turner på Allmusic (engelska)